# Robert Brent

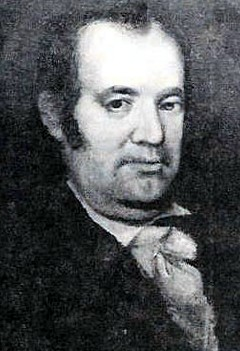
Robert Brent primer alcalde de la Ciudad de Washington.

Robert Brent (1763-1819) fue el primer alcalde de la Ciudad de Washington, capital de los Estados Unidos. Brent nació en el seno de una familia católica en Woodstock, (Virginia). Su madre, Ann Carroll, era hermana de John Carroll, el primer obispo designado para los Estados Unidos.
El 3 de junio de 1802 el presidente Thomas Jefferson ecribió una carta a Brent informándole de su decisión de ofrecerle el puesto de alcalde de la Ciudad de Washington, carta que Brent respondió aceptando la propuesta el mismo día.
Brent fue redesignado para el puesto de alcalde siete veces pos Thomas Jefferson y tres por James Madison, finalmente abandonó la alcaldía en junio de 1812. Durante su mandato, la ciudad estableció un sistema de impuestos, de mercado se construyó una escuela pública y un departamento de bomberos. Brent no cobró nada durante su alcaldía.
La casa de Brent se localiza en la esquina suroeste de lo que ahora es Maryland Avenue y 12th Street, Ciudad de Washington, aunque él poseía numerosas tierras en la región.
En 1817, construyó la Mansión Brentwood (que ahora forma parte de la Universidad Gallaudet) como regalo de bodas para su hija.
Brent murió en la Ciudad de Washington en septiembre de 1819.
- Datos: Q7342338